# Keys to the World
Albums de Richard Ashcroft
Human Conditions
(2002) United Nations of Sound
(2010)
Keys to the World est le troisième album du chanteur-compositeur anglais Richard Ashcroft. Sorti par Hut Recordings le 23 janvier 2006, il est arrivé en 3e position sur le UK Albums Chart.

## Titres
Toutes les chansons sont composées et écrites par Richard Ashcroft sauf Music Is Power, qui est coécrite avec le mythique chanteur soul Curtis Mayfield.
1. Why Not Nothing? – 4:09
2. Music Is Power – 3:58 (Ashcroft, Mayfield)
3. Break The Night With Colour – 3:56
4. Words Just Get in the Way – 4:53
5. Keys to the World – 4:42
6. Sweet Brother Malcolm – 4:51
7. Cry Til The Morning – 5:04
8. Why Do Lovers? – 4:55
9. Simple Song – 4:05
10. World Keeps Turning – 3:55

Bonus CD 
1. 75 Degree – 4:48

Bonus DVD  
1. Keys to the World (interview)
2. Break The Night With Colour (vidéo en live)
3. Why Not Nothing? (vidéo en live)
4. Words Just Get In The Way (vidéo en live)
5. Break The Night With Colour (clip vidéo)

## Singles
1. Break The Night With Colour - 9 janvier 2006, no 3 sur le UK Singles Chart
2. Music Is Power - 17 avril 2006, no 30 sur le UK Singles Chart
3. Words Just Get In The Way - 1à juillet 2006, no 40 sur le UK Singles Chart
4. Why Not Nothing?/Sweet Brother Malcolm - 4 décembre 2006, no 26 sur le UK Singles Chart

## Personnel
- Richard Ashcroft – chant, guitare, basse, claviers, coproducteur
- Peter Salisbury – batterie, percussions
- Kate Radley – claviers
- Martyn Campbell - basse

### Musiciens additionnels
- Simon Tong - guitare rythmique
- Steve Sidelnyk – programmation, batterie
- Chuck Leavell – piano, orgue
- Jim Hunt – saxophone, flûte
- Craig Wagstaff – percussions
- Bruce White – violon électrique
- Brian Wilson – backing vocals, arrangements
- Julian Kershaw  – arrangements, arrangements des cordes
- The London Session Orchestra – cordes
- The London Community Gospel Choir – chœurs

### Techniciens
- Chris Potter – producteur, ingénieur son

## Charts
| Pays        | Chart                 | Plus Haute Position |
| ----------- | --------------------- | ------------------- |
| Royaume-Uni | UK Albums Chart       | 2e - Platine        |
| Irlande     | Irish Albums Chart    | 6e                  |
| Allemagne   | Media Control Charts  | 6e                  |
| Autriche    | OMA Top 50            | 7e                  |
| Suisse      | Swisscharts Singles   | 7e                  |
| États-Unis  | Billboard Modern Rock | 10e                 |
| Italie      | FIMI Albums Chart     | 11e                 |
| Norvège     | Norsktoppen Pop/Rock  | 17e                 |
| Finlande    | Mitä Hittiä Chart     | 19e                 |
| Pays-Bas    | Dutch Top 40          | 49e                 |
| France      | SNEP Albums           | 78e                 |